# Magnus von Levetzow

Magnus von Levetzow als Polizeipräsident von Berlin (1933)

Magnus Otto Bridges von Levetzow (* 8. Januar 1871 in Flensburg; † 13. März 1939 in Berlin) war ein deutscher Konteradmiral sowie Politiker (NSDAP) und Polizeibeamter.

## Leben

### Herkunft
Magnus war der Sohn des dänischen Kammerjunkers und preußischen Hardesvogts Kay Diederich Franz von Levetzow (* 1835; † 1899) und dessen Ehefrau Maria, geborene von Hedemann (* 1839; † 1926).

### Kaiserreich
Levetzow wurde bis 1880 in Gravenstein in Schleswig von Privatlehrern unterrichtet. Anschließend besuchte er bis 1885 Gymnasien in Roskilde und Kopenhagen, danach bis 1889 das Johanneum in Hamburg.
Zum 13. April 1889 trat Levetzow in das Kadettenkorps der Kaiserlichen Marine ein. 1893 legte er die Seeoffiziersprüfung ab. In den folgenden sechs Jahren wurde er als Bordoffizier in heimischen und überseeischen Gewässern (vor Ostafrika) eingesetzt. Von 1899 bis 1901 war Levetzow Adjutant der Matrosendivision Wilhelmshaven. Von 1900 bis 1902 wurde er an der Marineakademie fortgebildet. Anschließend wurde er als Admiralstabsoffizier (Stabschef) der Kreuzerdivision auf der Ostamerikanischen Station eingesetzt. Von 1903 bis 1906 war Levetzow beim Admiralstab in Berlin und Admiralstabsoffizier beim Stab der Herbstübungsflotte. Während dieser Zeit beteiligte er sich an der Planung der Blockade verschiedener venezolanischer Häfen durch die Seestreitkräfte europäischen Mächte im Jahr 1903. Von 1906 bis 1918 war er ohne Unterbrechungen der Hochseeflotte als Geschwadernavigationsoffizier zugeteilt. In diesen Jahren diente er auf der Wittelsbach bzw. der Scharnhorst und der Braunschweig. 1907 heiratete er. Von 1909 bis 1912 war Levetzow 1. Admiralstabsoffizier des Kommandos der Hochseeflotte. Von 1912 bis 1913 war er Kommandant des Kleinen Kreuzers Stralsund. Ende Januar 1913 wurde Levetzow zum Kapitän zur See befördert und zum Kommandanten des Schlachtkreuzers Moltke ernannt, den er bis 1916 befehligte.
Während der ersten zwei Jahre des Ersten Weltkrieges befehligte Levetzow die Moltke. Im November und Dezember 1914 beteiligte er sich an den deutschen Angriffen auf Yarmouth und Hartlepool. Im Januar 1915 nahm er mit der Moltke am Gefecht auf der Doggerbank teil und 1916 an der Skagerrakschlacht.
1916 wurde Levetzow zum Chef der Operationsabteilung beim Stab der Hochseestreitkräfte berufen. 1917 übernahm er die Leitung des Stabes des Flottenkommandos zur Eroberung der Baltischen Inseln. Im selben Jahr wurde ihm für seine Rolle bei der Planung der Operation Albion, der amphibischen Landung auf den Baltischen Inseln, der Orden Pour le Mérite verliehen. 1918 fungierte er zeitweise als Führer der 2. Aufklärungsgruppe (Kleine Kreuzer) der Hochseeflotte. Im August 1918 wurde Levetzow zum Chef des Stabes der zu dieser Zeit neugebildeten Seekriegsleitung (der Zusammenfassung der früheren dreigliedrigen Marineleitung) unter Reinhard Scheer im Großen Hauptquartier ernannt.
Gerhard Granier kennzeichnete Levetzow in seiner umfassenden Studie als Menschen, der „zu strategischem Denken im Grunde nicht fähig war“, sowie als „Katastrophenstrategen, als der er gegen Ende des Krieges nicht in der Theorie, sondern durch die Tat in Erscheinung treten sollte.“
Im Oktober 1918 hatte er maßgeblichen Anteil an der Entscheidung der Seekriegsleitung, der deutschen Hochseeflotte den Befehl zu erteilen, die britische Grand Fleet anzugreifen. Große Teile der Besatzungen verweigerten diesen Befehl, weil sie die Sinnlosigkeit solcher Entscheidungen angesichts der bereits bevorstehenden Niederlage Deutschlands begriffen hatten. Dies führte nach den Verhaftungen der Matrosen, die ein Auslaufen der Flotte verhindern wollten, dann zum Kieler Matrosenaufstand, der die Novemberrevolution auslöste.

### Rechtfertigung der Marineführung und Levetzows für den geplanten Flottenvorstoß
Die Regierung Max von Badens verlangte Auskunft über die Vorgänge um den verhinderten Flottenvorstoß. Es kam zu einer Vorbesprechung der Marineführung am 3. November in Wilhelmshaven. In dieser Vorbesprechung einigte man sich auf die Darstellung, die Seekriegsleitung habe nach Einstellung des uneingeschränkten U-Bootkrieges nunmehr die rein militärische Verwendung der U-Boote in größerem Maßstab durch Auslegen von U-Bootlinien im Halbkreis um die deutschen Nordseehäfen geplant. Um den Feind in den Sperrkreis hineinzulocken, sollte die Flotte einen Ausfall in Richtung der Hoofden (niederländische Bezeichnung der südlichen Nordsee nördlich der Straße von Dover) machen. Wäre es den Engländern gelungen durchzubrechen, hätte dies zu einer Bedrohung der deutschen Küste geführt und die Flotte gezwungen, das Vaterland gegen diesen Angriff zu verteidigen.
Aufgrund der revolutionären Ereignisse kam es dann jedoch nicht mehr zu einem Gespräch mit der Regierung. Admiral Franz von Hipper, Chef der Hochseeflotte, gab Ende November 1918 einen „amtlichen“ Bericht heraus, in dem er eine neue Version lieferte: Danach war geplant, den rechten Flügel des Heeres zu entlasten, indem der Nachschub der Engländer behindert werden sollte. Wenn dann die englische Flotte herangerufen worden wäre, hätten die vorher in Stellung gebrachten deutschen U-Boote „ihr Glück versuchen“ können. Vermutlich sah Hipper sich genötigt, eine neue Version zu liefern, weil in der Version seiner vorgesetzten Kommandobehörde die Frage offenblieb, warum denn für die von ihnen beschriebene Operation die gesamte Hochseeflotte in Aktion treten sollte.
Zu ihren wahren Absichten bekannten sich die Planer vor einer größeren Öffentlichkeit erst im Münchner Dolchstoßprozess (Okt./Nov. 1925). Doch schon vorher hatte bereits Scheer 1919 die Absicht angedeutet und Levetzow hatte 1924 im April-Heft der „Süddeutschen Monatshefte“ die tatsächliche Planung erstmals zugegeben. In diesem Beitrag berichtete Levetzow auch, dass der Kaiser am 26. Oktober 1918 bei einem Marine-Thronvortrag gesagt habe, er (Kaiser Wilhelm II.) habe der am selben Tag im Reichstag beschlossenen Unterstellung der Militärgewalt unter die Zivilgewalt seine Zustimmung erteilt. Dabei lieferte Levetzow keine Erklärung für den offensichtlichen Ungehorsam gegenüber seinem früheren obersten Kriegsherrn. Dass er sich der inzwischen eindeutig übergeordneten Regierung widersetzte, erklärte Levetzow damit, dass sich die Regierung Max von Badens falsch verhalten habe, und er machte insbesondere das „vaterlandslose Gebaren“ der Regierungsmitglieder Payer (DVP) und Scheidemann (MSPD) für Deutschlands Niederlage und den aus seiner Sicht übereilten Waffenstillstand verantwortlich:
„… der Einsatz der Hochseeflotte in dieser Stunde […] blieb eine Lebensfrage für die Marine und eine Ehrenfrage für ihre […] Besatzungen – ehe unsere ruhmgekrönte stolze Flotte, die Siegerin der Skagerrak-Schlacht, ehe sie zum Handelsobjekt in einem schimpflichen Frieden würde, war ihr Einsatz erforderlich. Der verantwortliche Entschluß hierzu war und bleibt richtig.“
Levetzow gab damit offen zu, dass sich die Marineführung der Regierung widersetzte und dass die von Ludendorff geforderten Friedensbemühungen unterlaufen werden sollten.

### Weimarer Republik
Im Januar 1920 erhielt Levetzow als Konteradmiral das Kommando über die Marinestation der Ostsee in Kiel. Gleichzeitig wurde er zum Kommandanten der Stadt Kiel ernannt. Während des Kapp-Lüttwitz-Putsches im März 1920 unterstützte er die Putschisten. Laut dem Eintrag in seinem dienstlichen Tagebuch vermutete er, dass Reichspräsident Ebert und Reichswehrminister Noske in Hamburg seien, und gab Befehl, sie bei etwaiger Ankunft in Kiel sofort zu verhaften. Noch nach Kapps Rückzug ließ Levetzow zunächst noch weiterputschen und erteilte den Soldaten folgenden Befehl:
„Für uns Soldaten kommt es darauf an, in einheitlicher Front in Verein mit Sicherheitspolizei, Einwohnerwehr und technischer Nothilfe den von den Kommunisten angekündigten Kampf mit aller Aufopferung zum Heile des Vaterlandes zu bestehen.“
Nach dem Scheitern des Putsches wurde er in Lütjenburg festgenommen, kurze Zeit in Haft gehalten und anschließend aus der Reichsmarine entlassen.
Von 1924 bis 1926 war Levetzow als Mitarbeiter in den Luftverkehrsgesellschaften der Firma Junkers beschäftigt. In dieser Zeit engagierte er sich für die Restitution des im niederländischen Exil lebenden ehemaligen deutschen Kaisers Wilhelm II.
Im Jahr 1928 ernannte der frühere Kaiser v. Levetzow zu einer Art politischen Generalbevollmächtigten. Seine Aufgabe bestand darin, die „disparaten monarchistischen Gruppen zu sammeln“, wobei ihm allerdings keine großen Erfolge beschieden waren. Er erhielt dafür eine monatliche Zuwendung von 2.000 Reichsmark (heutige Kaufkraft ca. 15.000 €), die später auf 1500 RM gekürzt wurde. 1929/30 beteiligte Levetzow sich an der Organisierung des Volksbegehrens gegen den Young-Plan. Zur selben Zeit plante er den ehemaligen Reichskanzler Wilhelm Cuno als Kandidaten für das Amt des Reichspräsidenten, dessen Wiederwahl 1932 anstand, aufzubauen, eine Initiative, für die er unter anderem auch Hitler kurzzeitig gewinnen konnte.
Zum 1. August 1932 trat Levetzow in die NSDAP ein (Mitgliedsnummer 1.225.071), zu der er bereits seit 1928 in engem Kontakt stand. Im Januar 1931 und im Mai 1932 vermittelte er zwei Reisen Hermann Görings zum ehemaligen Kaiser nach Doorn, im Herbst 1932 eine Begegnung Hitlers mit Prinzessin Hermine, der Gattin des ehemaligen Kaisers, in Berlin. Im Vorfeld der Reichspräsidentenwahlen von 1932 sprach sich Levetzow für Hitler als Kandidaten für dieses Amt aus. Zur selben Zeit begannen er und der ex-Kaiser sich immer weiter voneinander zu entfremden und im Dezember 1932 wurde er entlassen, weil der ehemalige Kaiser nicht mehr daran glaubte, dass Hitler ihn auf den Thron zurückführen werde. Die Entlassung „traf ihn  bis ins Mark.“
Bei der Reichstagswahl Juli 1932 zog Levetzow auf Reichswahlvorschlag der NSDAP in den Reichstag ein, dem er bis zum November 1933 angehörte.

### Nationalsozialismus
Am 15. Februar 1933, kurz nach der Machtübergabe an die Nazis wurde Levetzow als Nachfolger von Kurt Melcher zum Polizeipräsidenten von Berlin ernannt um damit ein wichtiges staatliches Machtinstrument im Sinne der Machtsicherung umzufunktionieren. In dieser Funktion war er maßgeblich an der Gleichschaltung der Berliner Polizei und am Aufbau der Gestapo beteiligt. Sein wichtigster Untergebener war hier Rudolf Diels. Darüber hinaus verantwortete von Levetzow die wilden Schutzhaftlager des Frühjahres 1933 mit.  Schon im Januar 1934 fehlte ihm aber der Einfluss, die nationalsozialistisch gesteuerte Störung einer monarchistischen Feier zu verhindern.
Der Kurfürstendamm-Krawall vom Juli 1935, bei dem radikale Nazis auf offener Straße Juden verprügelten, die sie zuvor aus Cafés vertrieben hatten, erregte großes internationales Aufsehen. Die nationalsozialistische Führung war verärgert. Goebbels, der dies mit veranlasst hatte, zog sich geschickt aus der Affäre und lud die Verantwortung bei Levetzow ab, den Goebbels Zeitungen für die Krawalle verantwortlich machten. Im Juli 1935 wurde Levetzow vom Posten des Polizeipräsidenten entfernt und durch den Führer der Berliner SA-Gruppe Wolf-Heinrich von Helldorff ersetzt. Damit konnte sich Goebbels im In- und Ausland als Führer präsentieren, der in seinem Gau aufräume, ein Durchgreifen der Staatsführung veranstaltet habe, die sich von den Krawallen distanziere. In den letzten Jahren seines Lebens war Levetzow mit der Leitung der Berliner Werke der Firma Weser-Flugzeugbau betraut.
Levetzow starb 1939 in Berlin. Sein Grab befindet sich auf dem Südwestkirchhof Stahnsdorf bei Berlin. Sein Nachlass wird unter der Kennnummer „N 239“ im Bundesarchiv aufbewahrt.

## Auszeichnungen

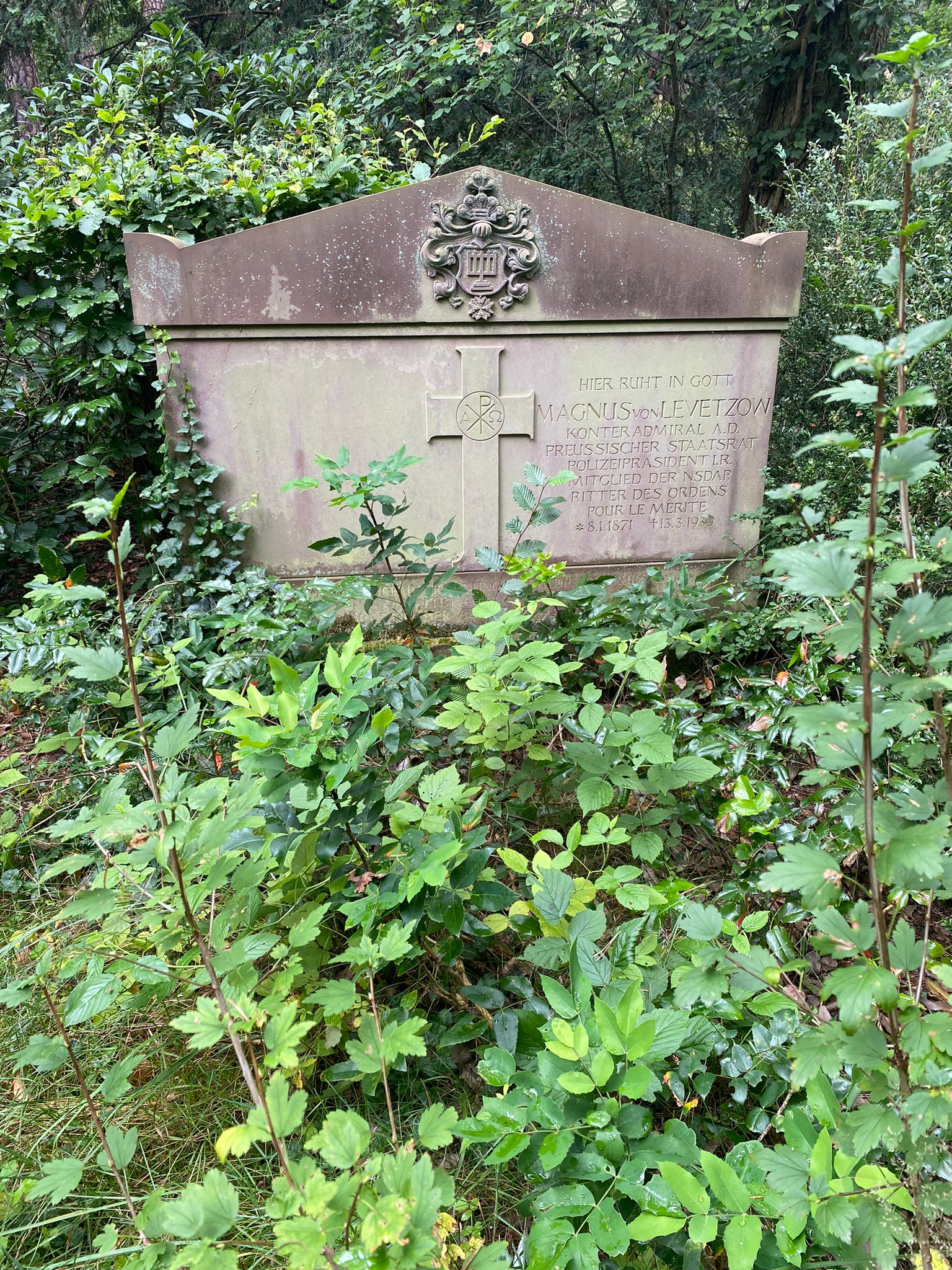
Grabstätte auf dem Südwestkirchhof Stahnsdorf

- Bayerischer Militärverdienstorden III. Klasse mit Krone und Schwertern[23]
- Ehrenkreuz des Ordens der Württembergischen Krone[24]
- Eisernes Kreuz (1914) II. und I. Klasse[23]
- Friedrich-August-Kreuz II. und I. Klasse[23]
- Hanseatenkreuz Hamburg[23]
- Komtur des Franz-Joseph-Ordens[24]
- Kronenorden II. Klasse mit Schwertern[23]
- Preußisches Dienstauszeichnungskreuz[24]
- Ritterkreuz I. Klasse des Albrechts-Ordens mit Krone und Schwertern[23]
- Ritterkreuz des Königlichen Hausordens von Hohenzollern mit Schwertern[23]
- Roter Adlerorden III. Klasse mit Schleife[24]

## Schriften
- Der letzte Akt. In: Süddeutsche Monatshefte. Jg. 21 (1924), Heft 7 S. 55–71.
- Die Seeschlacht an der Doggerbank. Neudeutsche Verlags- u. Treuhand-Gesellschaft, Berlin 1927.
- Skagerrak. Der Ruhmestag der Deutschen Flotte. 1935.
- Wie schütze ich mich vor Falschgeld?, gemeinsam mit Erich Liebermann v. Sonnenberg, Langewort Verlag Berlin-Lichterfelde 1935.